# Litterzhofen
Litterzhofen ist ein Ortsteil der Stadt Beilngries im oberbayerischen Landkreis Eichstätt.

## Lage
Das Kirchdorf liegt auf der Hochfläche der südlichen Frankenalb nordwestlich des Gemeindesitzes Beilngries an der Staatsstraße 2336 (Berching – Greding). Es ist der nördlichste Ort im Regierungsbezirk Oberbayern.

## Geschichte
Das Dorf ist wahrscheinlich als Ausbauort des Königshofes Greding entstanden. Die erste urkundliche Erwähnung erfährt „Liutharthoven“ (= die Höfe des Liuthart) 1140 anlässlich einer Schenkung des Eichstätter Bischofs Gebhard II. an das Benediktiner-Kloster Plankstetten. Um die Mitte des 13. Jahrhunderts hatte Graf Bertold von Graisbach zwei Höfe im Dorf vom Eichstätter Bischof zu Lehen. 1305 taucht der Ort als „Leuthartshoven“ auf; in der Auseinandersetzung des Eichstätter Bischofs mit Bayern um das Hirschberger Erbe wurde das Dorf im Gaimersheimer Schiedsspruch dem Hochstift Eichstätt zugesprochen. Um 1438 bestand das Dorf aus sechs Höfen unterschiedlicher Besitzer. Bis 1741 kamen vier Höfe in den unmittelbaren Besitz des Hochstifts; den größten Grundbesitz hatte das Kloster Plankstetten, dem 1463 16 Anwesen im Dorf zinsbar waren. Die bischöflichen Untertanen gehörten zur Ehehaft Hirschberg, die plankstettischen nach Plankstetten. Unklar ist, wie die Herrschaft Sulzbürg zum Kirchweihschutz oder Tanzplan vom Sonnenaufgang bis -untergang am Kirchweihtag kam. Der Ort unterstand dem Kastenamt Beilngries unter dem fürstbischöflichen Oberamt Beilngries-Hirschberg des unteren Hochstifts; einige Höfe unterstanden dem Klosterrichteramt Plankstetten. 1602 war der Ort eine von sechs Filialen der Pfarrei Plankstetten. 1786 wurde die Dorfkapelle, die im 15. Jahrhundert entstanden ist, vom Blitz getroffen, war aber bald wiederhergestellt.
Im Zuge der Säkularisation kam 1802 das untere Stift und in ihm Litterzhofen an den Großherzog Erzherzog Ferdinand III. von Toskana und 1806 mit dem Birkhof an das bayerische Landgericht Beilngries. Von 1809 an bildete Litterzhofen zusammen mit Fribertshofen den Steuerdistrikt Fribertshofen (seit 1811 Ruralgemeinde) im Altmühlkreis, der 1810 zum Oberdonaukreis mit der Hauptstadt Eichstätt und ab 1817 zum Landgericht Beilngries im Regenkreis mit der Hauptstadt Regensburg gehörte. 1818 wurde Litterzhofen wieder eine eigenständige politische Gemeinde. Seit 1838 war der Bezirk Beilngries und mit ihm die Gemeinde Litterzhofen Teil des Kreises Mittelfranken mit der Hauptstadt Ansbach.
Mit der bayerischen Gebietsreform schloss sich die Gemeinde zum 1. Januar 1972 der Stadt Beilngries an.
1960 wurde eine Flurbereinigung abgeschlossen. 1983 gab es im Dorf bei 114 Einwohnern 20 landwirtschaftliche Betriebe.

## Katholische Filialkirche St. Wolfgang

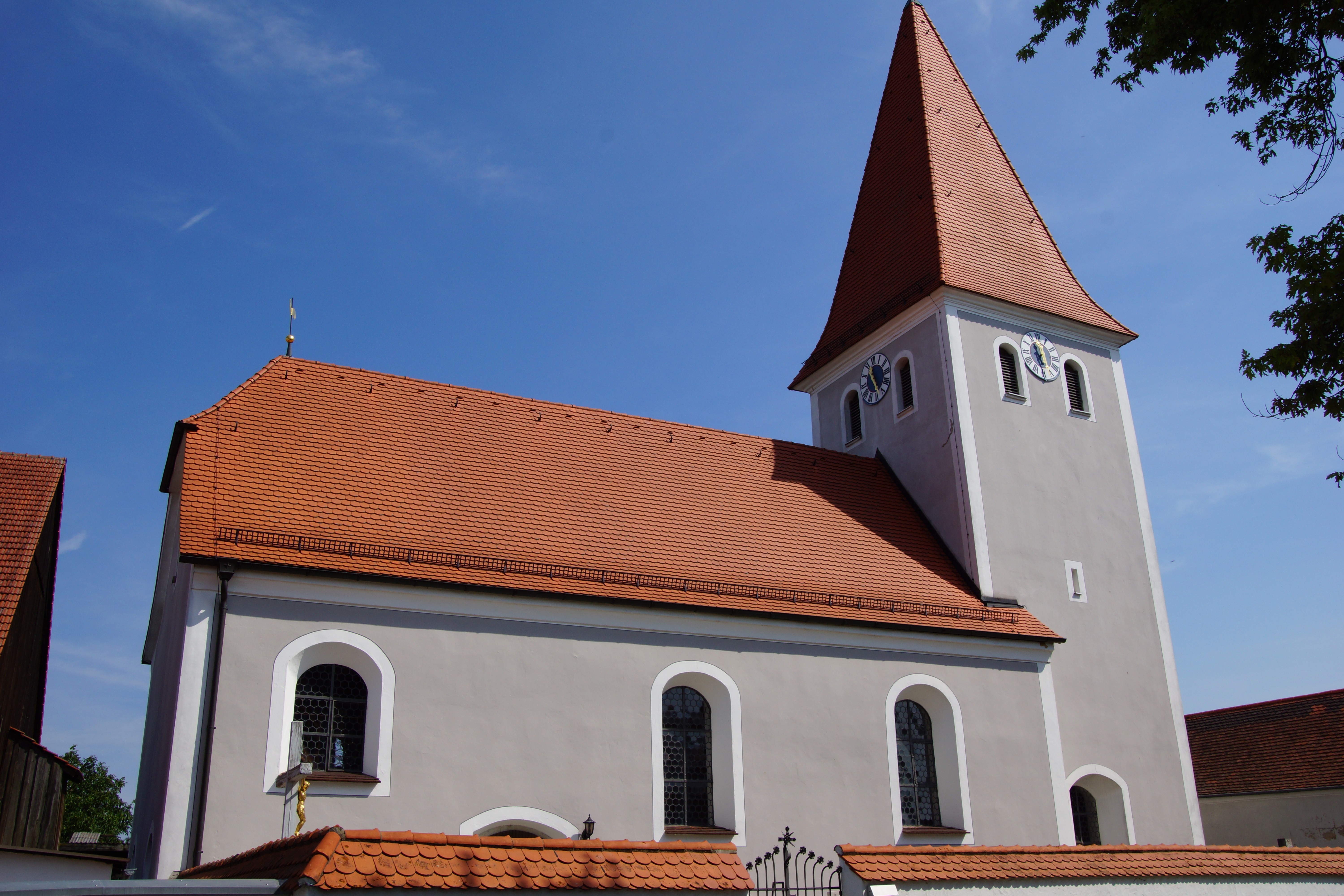
Kirche St. Wolfgang

Litterzhofen ist seit alters her eine Filiale der Pfarrei Plankstetten. Hier stand seit dem 15. Jahrhundert eine kleine spätgotische Kirche, die 1706 durchgreifend verändert und 1922 gleichzeitig mit dem Friedhof erweitert wurde. Im Ostturm (mit Spitzhelm) hat sich im Chor ein spätgotisches Rippengewölbe (um 1450) erhalten. Der Hochaltar hat einen klassizistischen viersäuligen Aufbau mit Schnitzwerk (Ende 18. Jahrhundert). Auf dem linken, ebenfalls klassizistischen, zweisäuligen Seitenaltar steht eine spätgotische Holzfigur Hl. Maria mit dem Jesuskind (um 1500).

### Geläut
1919 oder 1920 erhielt die Kirche ein dreistimmiges Eisengussgeläut von Bochumer Verein (as’-c’’-es’’). Damit ist das älteste Stahlgeläut im Bistum Eichstätt.

## Vereine
- Freiwillige Feuerwehr Litterzhofen
- Würfelverein Litterzhofen